# Antonio Cicero
Antonio Cicero, nome completo Antonio Cicero Correia Lima (Rio de Janeiro, 6 ottobre 1945 – Zurigo, 23 ottobre 2024), è stato un filosofo, paroliere, poeta, nonché compositore, saggista, logico e docente universitario brasiliano.

## Biografia
Antonio Cicero era fratello della cantante Marina Lima. Sin da ragazzo si appassionò agli scrittori latini e greci antichi, leggendo le opere di poeti come Omero, Pindaro, Orazio, Ovidio e di molti filosofi. Antifascista convinto, subito dopo aver terminato il liceo lasciò il Brasile per avversione al governo dei militari appena insediatosi e si iscrisse all'Università di Londra, dove conseguì la laurea in Filosofia. Si perfezionò poi presso l'Università di Georgetown, negli Stati Uniti. Ritornato in Brasile alla fine del regime, insegnò Filosofia e Logica in vari atenei.
Pubblicò numerose raccolte di versi (tradotte in varie lingue) e si fece apprezzare anche come paroliere. Diverse sue poesie come Fullgás , Para Começar e À Francesa furono poi messe in musica da sua sorella. Portano la sua firma anche Loucura e Mágica, una delle hit di Ritchie, e O Ultimo Romantico, fortunato brano di Lulu Santos. Tra le altre sue collaborazioni in campo musicale si ricordano quelle con Gal Costa, Waly Salomão, João Bosco, Orlando Morais, Adriana Calcanhotto. 
Nel 1993 ideò il progetto "Banco Nacional de Idéias", attraverso il quale furono promossi cicli di conferenze e discussioni di artisti e intellettuali di rilevanza mondiale, come João Cabral de Melo Neto, Haroldo de Campos, John Ashbery, Derek Walcott, Caetano Veloso, Richard Rorty, Tzvetan Todorov, Hans Magnus Enzensberger, Peter Sloterdijk, Ernest Gellner.
Nel 1996 la sua raccolta di versi Guardar vinse il Premio Nestlé per la letteratura brasiliana nella categoria esordienti. Nello stesso anno uscì un cd in cui egli recitò sue poesie. 
Nel 2002 partecipò insieme a José Saramago, Hermeto Pascoal e Wim Wenders al documentario Janela da alma, di João Jardim e Walter Carvalho.
Nel 2005 pubblicò il volume di saggi filosofici Finalidades sem fim, col quale fu candidato al Premio Jabuti.
Dal 2017 sedeva nell'Accademia brasiliana delle lettere.
Antonio Cicero è morto a 79 anni nel 2024 a Zurigo, avendovi attuato l'eutanasia, illegale in Brasile. Da poco gli era stata diagnosticata la malattia di Alzheimer.  Per sua volontà le esequie non sono state celebrate.

## Vita privata
Ateo sin dall'adolescenza, era dichiaratamente omosessuale: dal 1984 ebbe un compagno, il costumista Marcelo Pies, che rimase al suo fianco anche quando egli si diresse in Svizzera per l'eutanasia. 

## Pubblicazioni principali

### Saggi filosofici
- O mundo desde o fim, Francisco Alves, 1995.
- Finalidades sem fim, Companhia das Letras, 2005.
- Poesia e filosofia, Civilização Brasileira, 2012.

### Articoli
- "Hölderlin: O destino do homem", in Poetas que pensaram o mundo, São Paulo: Companhia das Letras, 2005.

- "A sedução relativa", in  O silêncio dos intelectuais, São Paulo: Companhia das Letras, 2006.

- "Da atualidade do conceito de civilização" , in  A urgência da teoria, Tinta da China, 2007.

- "O ser humano e o pós-humano" , in Mutações: a condição humana, São Paulo, Agir, 2009.

- "A razão niilista" , in Mutações: a experiência do pensamento, São Paulo: SESC, 2010.

- "Razão crítica, razão instrumental e crença", in Mutações: a invenção das crenças, São Paulo: SESC, 2011.

### Poesia
- Guardar, Rio de Janeiro, Record, 1996.
- A cidade e os livros, Rio de Janeiro, Record, 2002.
- Livro de sombras: pintura, cinema e poesia (con Luciano Figueiredo), Rio de Janeiro, + 2 Editora, 2010.
- Porventura, Rio de Janeiro, Record, 2012.